# B-Sides (álbum de Danko Jones)
B-Sides es un álbum recopilatorio con caras B y canciones inéditas de la banda canadiense de hard rock Danko Jones, publicado el 2 de febrero únicamente en Europa.

## Lista de canciones
| N.º | Título                                                                                     | Duración |  |
| 1.  | «The Rules» (Born a Lion bonus track (2002))                                               | 1:57     |  |
| 2.  | «My Time Is Now» (Born a Lion bonus track (2002))                                          | 3:03     |  |
| 3.  | «I Like To Ball» (B-side on the "I Want You" single (2003))                                | 1:29     |  |
| 4.  | «Never Again» (Danko Jones EP (1998))                                                      | 2:19     |  |
| 5.  | «My Problems (Are Your Problems Now)»                                                      | 3:16     |  |
| 6.  | «Starlicker»                                                                               | 1:38     |  |
| 7.  | «Woogie Boogie» (We Sweat Blood bonus track (2003))                                        | 2:54     |  |
| 8.  | «Sugar High» (Never Too Loud bonus track (2008))                                           | 3:36     |  |
| 9.  | «Ice Cold Angel»                                                                           | 1:24     |  |
| 10. | «Choose Me» (Sleep Is The Enemy bonus track (2006))                                        | 2:27     |  |
| 11. | «Big Bed» (Danko Jones EP (1998) - AC/DC cover)                                            | 2:06     |  |
| 12. | «Sold My Soul» (B-side on the "Dance" single (2003))                                       | 4:15     |  |
| 13. | «Sex»                                                                                      | 3:48     |  |
| 14. | «Fucked Up» (Danko Jones EP (1998))                                                        | 2:24     |  |
| 15. | «First Date» (B-side on the "First Date" single (2006) -)                                  | 2:50     |  |
| 16. | «Cheater»                                                                                  | 2:06     |  |
| 17. | «Pump It Up» (Elvis Costello Cover)                                                        | 3:17     |  |
| 18. | «The Big Holdout»                                                                          | 2:40     |  |
| 19. | «You Ruin The Day» (Never Too Loud bonus track (2008))                                     | 3:22     |  |
| 20. | «Hit Song» (Danko Jones EP (1998))                                                         | 1:22     |  |
| 21. | «The Return of Jackie and Judy» (The Song Ramones the Same Sampler (2002) - Ramones Cover) | 3:02     |  |
| 22. | «Make A Move»                                                                              | 3:22     |  |
| 23. | «Drop Your Man»                                                                            | 2:19     |  |
| 24. | «Thinking Of You»                                                                          | 2:29     |  |
| 25. | «RIP RFTC» (Never Too Loud iTunes bonus track (2008))                                      | 2:25     |  |
| 26. | «Peacock Stomp»                                                                            | 1:50     |  |
| 27. | «Take Me Out On A Stretcher» (B side on the "I Want You" single (2003))                    | 2:09     |  |

## Créditos
- Danko Jones – Voz, Guitarra
- John Calabrese – Bajo
- Damon Richardson – Batería en las canciones: 1, 2, 7, 10, 12, 13, 15, 17, 18, 21, 22, 27
- Michael Caricari – Batería en las canciones: 3, 4, 6, 9, 11, 14, 16, 20, 23, 24, 26
- Dan Cornelius – Batería en las canciones: 5, 8, 19, 25